# Boda colectiva

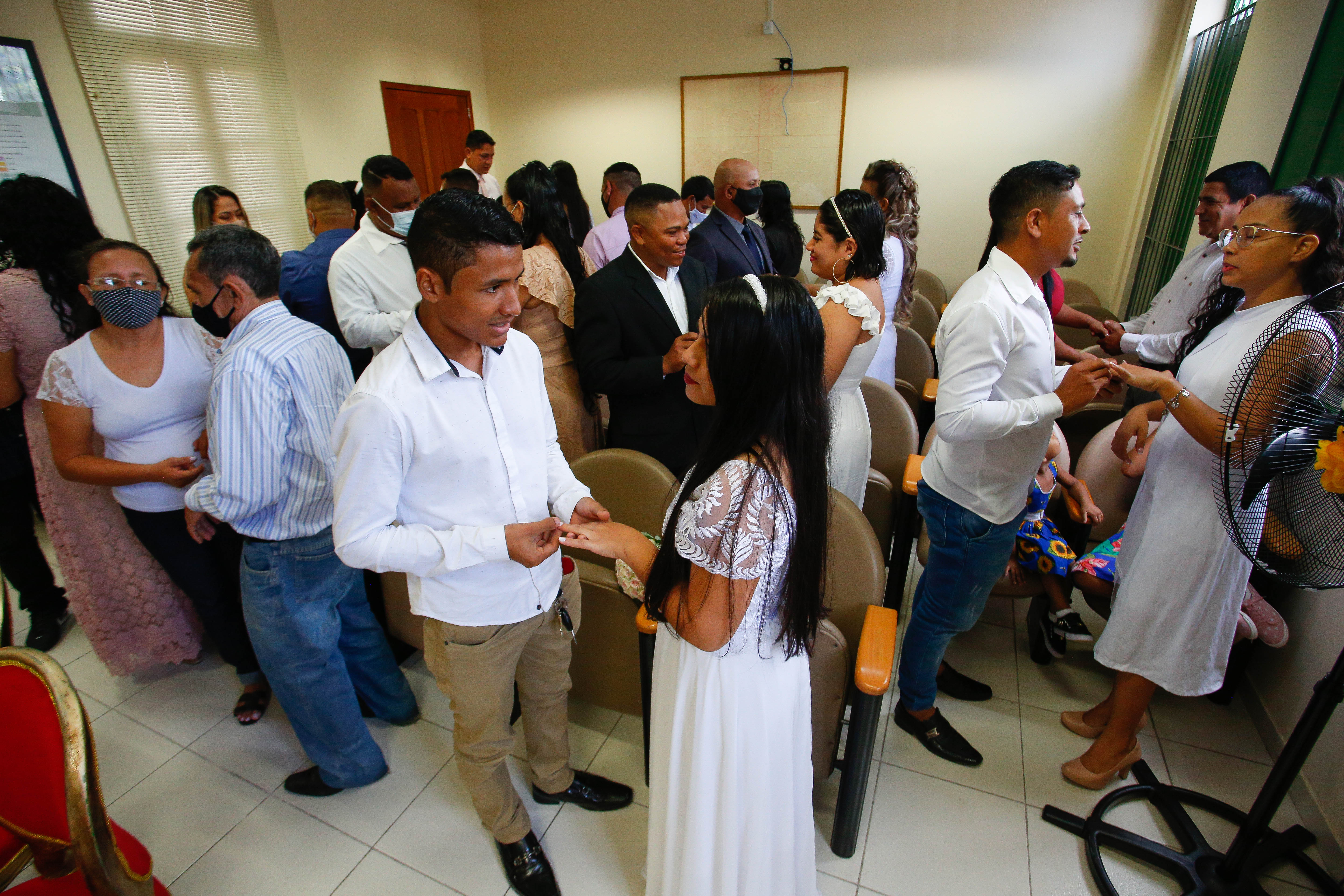
Boda colectiva en Brasil.

Una boda colectiva o boda masiva es una ceremonia de matrimonio en la que varias parejas se casan al mismo tiempo.

## Historia
En el 324 a. C., Alejandro Magno se casó con Stateira II, la hija mayor de Darío, el rey de Persia. En la misma ceremonia, casó a muchos de sus principales oficiales y destacados soldados con otras mujeres persas, unas 80 parejas en total. 
Estas ceremonias se realizan típicamente en lugares como Afganistán, Pakistán, China, Irán, Japón, Jordania, Kurdistán, Palestina, Corea del Sur, Filipinas y Yemen.

## Consideraciones financieras
A veces se prefieren las bodas masivas por razones económicas y sociales, como la reducción de los costos del lugar, los oficiantes, las decoraciones, así como las celebraciones posteriores, que a veces se pueden compartir entre varias familias. En 2011, una ceremonia de boda colectiva en la India involucró a 3.600 parejas, incluidos hindúes, cristianos, budistas, musulmanes y adivasi. Muchos de ellos eran hijos de campesinos pobres.
En Filipinas, las bodas masivas civiles o religiosas son un fenómeno común y, a menudo, son patrocinadas por el gobierno y grupos caritativos como una forma de servicio público. Los políticos locales y, a veces, las celebridades participan como patrocinadores comunes de bodas en tales ritos masivos, lo que permite que las parejas (y, por extensión, sus hijos) se beneficien del reconocimiento estatal formal de sus uniones. Las iglesias parroquiales también ofrecen regularmente misas nupciales colectivas para sus feligreses de bajos ingresos, a veces en asociación con el gobierno secular de esa nación predominantemente católica.
En Perú los gobiernos distritales y provinciales realizan ceremonias civiles masivas, cuyo costo es menor que una ceremonia individual, incluso puede ser gratuita. Usualmente se eligen fechas señaladas, como el día de San Valentín, para realizar este trámite.

## Iglesia de la Unificación
La Iglesia de la Unificación es conocida por celebrar bodas colectivas, que para algunas parejas son ceremonias de reconsagración del matrimonio .